# Stressed Out
Stressed Out is een single geschreven en opgenomen door de Amerikaanse band Twenty One Pilots van hun vierde studioalbum Blurryface, dat in 2015 uitkwam. De single kwam uit als single op 28 april 2015 en was op dat moment beschikbaar als muziekdownload in de Google Play Store en Amazon. "Stressed Out" behaalde de tweede plek in de Billboard Hot 100.

## Achtergrondinformatie
Het nummer gaat over het terugblikken naar de jeugd en de negativiteit die men meemaakt zodra iemand volwassen wordt. De bijhorende videoclip kwam uit op 27 april 2015 en is geregisseerd door Mark C. Eshleman. In de videoclip zijn de twee bandleden te zien die naar elkaars huis fietsen op een driewieler om een nummer op te nemen. De videoclip is grotendeels opgenomen in het ouderlijk huis van Josh Dun en Tyler Joseph in Ohio. Ook familieleden van Dun en Tyler Joseph zijn in de clip te zien.
De videoclip van "Stressed Out" was genomineerd voor beste videoclip van 2016 tijdens de Alternative Press Music Awards.

## Tracklijst
| Nr. | Titel        | Duur |
| --- | ------------ | ---- |
| 1.  | Stressed Out | 3:22 |

| Nr. | Titel                            | Duur |
| --- | -------------------------------- | ---- |
| 1.  | Stressed Out                     | 3:22 |
| 2.  | Stressed Out (Dave Winnel remix) | 4:23 |

## Hitnoteringen

### Nederlandse Top 40
| Hitnotering: 06-02-2016 t/m 16-07-2016 | Hitnotering: 06-02-2016 t/m 16-07-2016 | Hitnotering: 06-02-2016 t/m 16-07-2016 | Hitnotering: 06-02-2016 t/m 16-07-2016 | Hitnotering: 06-02-2016 t/m 16-07-2016 | Hitnotering: 06-02-2016 t/m 16-07-2016 | Hitnotering: 06-02-2016 t/m 16-07-2016 | Hitnotering: 06-02-2016 t/m 16-07-2016 | Hitnotering: 06-02-2016 t/m 16-07-2016 | Hitnotering: 06-02-2016 t/m 16-07-2016 | Hitnotering: 06-02-2016 t/m 16-07-2016 | Hitnotering: 06-02-2016 t/m 16-07-2016 | Hitnotering: 06-02-2016 t/m 16-07-2016 | Hitnotering: 06-02-2016 t/m 16-07-2016 |
| Week:                                  | 1                                      | 2                                      | 3                                      | 4                                      | 5                                      | 6                                      | 7                                      | 8                                      | 9                                      | 10                                     | 11                                     | 12                                     | 13                                     |
| -------------------------------------- | -------------------------------------- | -------------------------------------- | -------------------------------------- | -------------------------------------- | -------------------------------------- | -------------------------------------- | -------------------------------------- | -------------------------------------- | -------------------------------------- | -------------------------------------- | -------------------------------------- | -------------------------------------- | -------------------------------------- |
| Positie:                               | 32                                     | 29                                     | 21                                     | 18                                     | 13                                     | 10                                     | 6                                      | 5                                      | 3                                      | 5                                      | 8                                      | 8                                      | 9                                      |
| Week:                                  | 14                                     | 15                                     | 16                                     | 17                                     | 18                                     | 19                                     | 20                                     | 21                                     | 22                                     | 23                                     | 24                                     |                                        |                                        |
| Positie:                               | 11                                     | 9                                      | 9                                      | 11                                     | 13                                     | 14                                     | 18                                     | 21                                     | 23                                     | 24                                     | 39                                     | uit                                    |                                        |

### NederlandseSingle Top 100
| Hitnotering: 23-01-2016 t/m 08-10-2016 | Hitnotering: 23-01-2016 t/m 08-10-2016 | Hitnotering: 23-01-2016 t/m 08-10-2016 | Hitnotering: 23-01-2016 t/m 08-10-2016 | Hitnotering: 23-01-2016 t/m 08-10-2016 | Hitnotering: 23-01-2016 t/m 08-10-2016 | Hitnotering: 23-01-2016 t/m 08-10-2016 | Hitnotering: 23-01-2016 t/m 08-10-2016 | Hitnotering: 23-01-2016 t/m 08-10-2016 | Hitnotering: 23-01-2016 t/m 08-10-2016 | Hitnotering: 23-01-2016 t/m 08-10-2016 | Hitnotering: 23-01-2016 t/m 08-10-2016 | Hitnotering: 23-01-2016 t/m 08-10-2016 | Hitnotering: 23-01-2016 t/m 08-10-2016 | Hitnotering: 23-01-2016 t/m 08-10-2016 | Hitnotering: 23-01-2016 t/m 08-10-2016 | Hitnotering: 23-01-2016 t/m 08-10-2016 | Hitnotering: 23-01-2016 t/m 08-10-2016 | Hitnotering: 23-01-2016 t/m 08-10-2016 | Hitnotering: 23-01-2016 t/m 08-10-2016 | Hitnotering: 23-01-2016 t/m 08-10-2016 |
| Week:                                  | 1                                      | 2                                      | 3                                      | 4                                      | 5                                      | 6                                      | 7                                      | 8                                      | 9                                      | 10                                     | 11                                     | 12                                     | 13                                     | 14                                     | 15                                     | 16                                     | 17                                     | 18                                     | 19                                     | 20                                     |
| -------------------------------------- | -------------------------------------- | -------------------------------------- | -------------------------------------- | -------------------------------------- | -------------------------------------- | -------------------------------------- | -------------------------------------- | -------------------------------------- | -------------------------------------- | -------------------------------------- | -------------------------------------- | -------------------------------------- | -------------------------------------- | -------------------------------------- | -------------------------------------- | -------------------------------------- | -------------------------------------- | -------------------------------------- | -------------------------------------- | -------------------------------------- |
| Positie:                               | 68                                     | 54                                     | 36                                     | 25                                     | 29                                     | 20                                     | 14                                     | 14                                     | 12                                     | 8                                      | 10                                     | 9                                      | 9                                      | 12                                     | 13                                     | 14                                     | 18                                     | 22                                     | 25                                     | 27                                     |
| Week:                                  | 21                                     | 22                                     | 23                                     | 24                                     | 25                                     | 26                                     | 27                                     | 28                                     | 29                                     | 30                                     | 31                                     | 32                                     | 33                                     | 34                                     | 35                                     | 36                                     | 37                                     | 38                                     |                                        |                                        |
| Positie:                               | 32                                     | 33                                     | 37                                     | 41                                     | 44                                     | 52                                     | 57                                     | 70                                     | 71                                     | 74                                     | 74                                     | 75                                     | 76                                     | 79                                     | 85                                     | 85                                     | 82                                     | 89                                     | uit                                    |                                        |

### NederlandseMega Top 50
| Hitnotering: 30-01-2016 t/m 23-07-2016 | Hitnotering: 30-01-2016 t/m 23-07-2016 | Hitnotering: 30-01-2016 t/m 23-07-2016 | Hitnotering: 30-01-2016 t/m 23-07-2016 | Hitnotering: 30-01-2016 t/m 23-07-2016 | Hitnotering: 30-01-2016 t/m 23-07-2016 | Hitnotering: 30-01-2016 t/m 23-07-2016 | Hitnotering: 30-01-2016 t/m 23-07-2016 | Hitnotering: 30-01-2016 t/m 23-07-2016 | Hitnotering: 30-01-2016 t/m 23-07-2016 | Hitnotering: 30-01-2016 t/m 23-07-2016 | Hitnotering: 30-01-2016 t/m 23-07-2016 | Hitnotering: 30-01-2016 t/m 23-07-2016 | Hitnotering: 30-01-2016 t/m 23-07-2016 | Hitnotering: 30-01-2016 t/m 23-07-2016 |
| Week:                                  | 1                                      | 2                                      | 3                                      | 4                                      | 5                                      | 6                                      | 7                                      | 8                                      | 9                                      | 10                                     | 11                                     | 12                                     | 13                                     | 14                                     |
| -------------------------------------- | -------------------------------------- | -------------------------------------- | -------------------------------------- | -------------------------------------- | -------------------------------------- | -------------------------------------- | -------------------------------------- | -------------------------------------- | -------------------------------------- | -------------------------------------- | -------------------------------------- | -------------------------------------- | -------------------------------------- | -------------------------------------- |
| Positie:                               | 33                                     | 32                                     | 14                                     | 10                                     | 15                                     | 12                                     | 7                                      | 6                                      | 3                                      | 4                                      | 5                                      | 5                                      | 4                                      | 5                                      |
| Week:                                  | 15                                     | 16                                     | 17                                     | 18                                     | 19                                     | 20                                     | 21                                     | 22                                     | 23                                     | 24                                     | 25                                     | 26                                     |                                        |                                        |
| Positie:                               | 6                                      | 6                                      | 11                                     | 12                                     | 15                                     | 20                                     | 21                                     | 21                                     | 23                                     | 32                                     | 39                                     | 49                                     | uit                                    |                                        |

### NPO Radio 2 Top 2000
| Nummer met noteringen in de NPO Radio 2 Top 2000 | '16  | '17  | '18 | '19 | '20 | '21 | '22 | '23  | '24 |
| ------------------------------------------------ | ---- | ---- | --- | --- | --- | --- | --- | ---- | --- |
| Stressed Out                                     | 1398 | 1080 | 868 | 896 | 999 | 987 | 844 | 1030 | 983 |

1. ↑  Een vetgedrukt getal geeft de hoogste notering aan.
2. ↑  2016 was het eerste jaar met een notering voor dit nummer.

## Releasedata
| Land             | Releasedatum     | Formaat                   | Label                |
| ---------------- | ---------------- | ------------------------- | -------------------- |
| Wereldwijd       | 28 april 2015    | muziekdownload, streaming | Fueled by Ramen      |
| Verenigde Staten | 10 november 2015 | radio                     | Fueled by Ramen, RRP |